# Tretanorhinus mocquardi
Tretanorhinus mocquardi är en ormart som beskrevs av Bocourt 1891. Tretanorhinus mocquardi ingår i släktet Tretanorhinus och familjen snokar. Inga underarter finns listade i Catalogue of Life.
Denna orm hittades i Panama och Ecuador nära havet. Den har kanske en större utbredning i regionen. Alla exemplar upptäcktes i träskmarker eller mangrove. Honor lägger ägg.
Träskmarkerna i Panama försvann med Panama Citys expandering. Kanske lever några individer i skyddszonen Area Protegida San Lorenzo. Exemplaren som upptäcktes i Ecuador är troligtvis introducerade. IUCN listar arten med kunskapsbrist (DD).